# باردول (ویسکانسین)
باردول (به انگلیسی: Bardwell) یک منطقهٔ مسکونی در ایالات متحده آمریکا است که در Darien (town) واقع شده‌است. باردول ۲۶۳٫۹۶ متر بالاتر از سطح دریا واقع شده‌است.